# Rdutów (gromada)
Rdutów – dawna gromada, czyli najmniejsza jednostka podziału terytorialnego Polskiej Rzeczypospolitej Ludowej w latach 1954–1972.
Gromady, z gromadzkimi radami narodowymi (GRN) jako organami władzy najniższego stopnia na wsi, funkcjonowały od reformy reorganizującej administrację wiejską przeprowadzonej jesienią 1954 do momentu ich zniesienia z dniem 1 stycznia 1973, tym samym wypierając organizację gminną w latach 1954–1972.

## Historia
Gromadę Rdutów siedzibą GRN w Rdutowie utworzono – jako jedną z 8759 gromad na obszarze Polski – w powiecie kutnowskim w woj. łódzkim, na mocy uchwały nr 30/54 WRN w Łodzi z dnia 4 października 1954. W skład jednostki weszły obszary dotychczasowych gromad Piotrówek, Podgajew, Radzyń, Rdutów, Rdutów Nowy i Aleksandrów (z wyłączeniem P.G.R. Chodów) ze zniesionej gminy Czerwonka w tymże powiecie. Dla gromady ustalono 15 członków gromadzkiej rady narodowej.
1 lipca 1968 z gromady Rdutów wyłączono wieś i osadę Rycerzew oraz wsie Piotrkówek, Nowa Wieś, Podgajew i Radzyń, włączając je do gromady Sobótka w powiecie łęczyckim w tymże województwie, po czym romadę Rdutów zniesiono, właczając jej (pozostały) obszar do znoszonej gromady Czerwonka w powiecie kutnowskim.